# Тор Вілг'ялмссон
Заголовок цієї статті — це ісландське ім'я, де Тор — особове ім'я, а Вілг'ялмссон — ім'я по батькові. 
Тор Вілг'ялмссон (ісл. Thor Vilhjálmsson; *12 серпня 1925, Единбурґ — †2 березня 2011) — ісландський прозаїк, поет, драматург та перекладач. 1988 року він здобув Літературну премію Північної Ради за роман Grámosinn glóir.

## Вибрана бібліографія
- 1950 Maðurinn er alltaf einn
- 1954 Dagar mannsins
- 1957 Andlit í spegli dropans
- 1968 Fljótt, fljótt sagði fuglinn
- 1970 Óp bjöllunnar
- 1972 Folda : þrjár skýrslur
- 1975 Fuglaskottís
- 1976 Mánasigð
- 1977 Skuggar af skýjum
- 1979 Turnleikhúsið
- 1986 Grámosinn glóir
- 1989 Náttvíg
- 1994 Tvílýsi
- 1998 Morgunþula í stráum
- 2002 Sveigur